# حزب العدالة والقانون البولندي
القانون والعدالة ((بالبولندية: Prawo i Sprawiedliwość)‏; ; PiS) حزب سياسي بولندي محافظ وطني،  ديمقراطي مسيحي، شعبوي ذو توجه اقتصاد اشتراكي. يشغل 237 مقعدا في مجلس النواب و 66 في مجلس الشيوخ ليكون حاليا أكبر حزب في البرلمان البولندي.